# Lea Mersch
Lea Mersch (* 28. September 1987) ist eine ehemalige deutsche Basketballnationalspielerin.

## Leben
Mersch begann 1994 bei den Paderborn Baskets mit dem Basketballspielen. 2004 ging sie auf eine High School in Houston, Texas und kehrte nach sechs Monaten nach Deutschland zurück, wo sie mit dem SV Brackwede den Aufstieg in die 2. Damen-Basketball-Bundesliga schaffte. 2005 wechselte sie mit 17 Jahren in die 1. Damen-Basketball-Bundesliga zu evo New Basket Oberhausen. Für ihre Leistungen in der Saison 2007/2008 wurde Mersch als beste Nachwuchsspielerin (Rookie of the year) geehrt. Von 2009 bis 2011 laborierte Mersch an einer Achillessehnenverletzung und fiel in den ersten zwei Monaten der Saison 2010/2011 aus. Die Entzündung konnte sie auskurieren und somit mit der Nationalmannschaft 2011 an der EM in Kattowitz, Polen teilnehmen. Von 2011 bis 2013 spielte sie für den Prager Erstligisten DSK Karlín. Im Sommer 2013 absolvierte sie ihr 50. Länderspiel mit der deutschen Nationalmannschaft gegen Israel. Zur Spielzeit 2013/14 kehrte sie zu NB Oberhausen zurück und nahm ihr Studium mit voraussichtlichem Masterabschluss 2015 in der Wirtschaftspsychologie wieder auf. Seit dem Beginn der Spielzeit 2014/15 fungierte sie bei NBO als Mannschaftskapitän.
In der Saison 2014/2015 stieg sie mit Oberhausen sportlich ab. Da die Rhein-Main Baskets ihre erste Mannschaft nach Abschluss der Spielzeit 2014/2015 aus der ersten Liga zurückzogen, verblieb Oberhausen aber in der Liga. Lea Mersch unterschrieb aber für die Saison 2015/2016 einen Vertrag beim Reviernachbarn Herner TC.
Die 1,70 m große Aufbauspielerin war U20-Nationalspielerin und absolvierte ihr erstes A-Länderspiel 2008 bei der 45:69-Niederlage gegen Frankreich, in welchem sie auch ihre ersten vier Länderspielpunkte erzielte.
Mersch studierte Psychologie an der Ruhr-Universität Bochum. Sie erlangte den Bachelor of Science in Psychologie und den Master of Science in Wirtschaftspsychologie. Nach Ende ihrer Sportkarriere ist sie als Unternehmensberaterin tätig und beschäftigt sich mit Changemanagement, organisationaler Restrukturierung und agiler Transformation.